# Othmar Schoeck
Othmar Schoeck (Ingenbohl, 1º settembre 1886 – Zurigo, 8 marzo 1957) è stato un compositore e direttore d'orchestra svizzero.

## Biografia
Othmar Schoeck nacque a Brunnen sul Lago dei Quattro Cantoni ma trascorse quasi tutta la sua vita a Zurigo.
Acquisì la sua formazione musicale presso il Conservatorio di Zurigo, prima con Friedrich Hegar e Lothar Kempter. Poi, nel 1907/08, frequentò i corsi di composizione di Max Reger a Lipsia. Dal 1908 in poi fu direttore di vari cori a Zurigo e dal 1917 fino al 1944 direttore dei concerti sinfonici di San Gallo.
Ritornato dalla Germania, Schoeck si fece conoscere in Svizzera attraverso i suoi innumerevoli Lieder e le sue musiche corali, per esempio Trommelschläge op. 26 (1915). Le sue otto opere liriche ebbero molto successo negli anni 1920-30, soprattutto Venus (1922) e l'opera in un atto Penthesilea (1927) basata sulla tragedia di Heinrich von Kleist che fu rappresentata per la prima volta alla Semperoper di Dresda. Il suo stile musicale s'inseriva nella tradizione dell'avanguardia degli anni venti, ma più tardi tornò a una tendenza neoclassicista, e dopo la Seconda Guerra Mondiale approdò a un linguaggio più interiorizzato e compatto.
Schoeck è il compositore svizzero più importante nell'ambito liederistico del novecento. Tra i suoi cicli più notevoli si annoverano Elegie, op. 36 per voce e orchestra da camera (1922-23), Lebendig begraben, op. 40 per baritono e grand'orchestra (1927) basato sulle poesie di Gottfried Keller e Notturno, op. 47 per baritono e quartetto d'archi (1933). Il cantante tedesco Dietrich Fischer-Dieskau e lo svizzero Felix Loeffel sono tra gli artisti che durante tutta la vita si sono adoperati per diffondere la sua opera.
Inoltre Othmar Schoeck scrisse un Concerto per violino e orchestra (quasi una fantasia), op. 21 (1911/12) dedicato a Stefi Geyer, un Concerto per violoncello e orchestra d'archi, op. 61 (1947), un Concerto per corno e orchestra d'archi, op. 65 (1951) e un brano per orchestra d'archi intitolato Sommernacht, op.58 (1945).
Morì a Zurigo l'8 marzo 1957.

## Opere liriche
- Erwin und Elmire op. 25 (1911-1916), tratto da Goethe con un preludio e un interludio. Opernhaus Zürich 1916
- Don Ranudo de Colibrados op. 27 (1917/18; nuova versione 1930). Opera comica in 4 atti. Libretto: Armin Rüeger (tratto da una commedia di Ludvig Holberg), Zurigo 1919
- Das Wandbild op. 28 (1918). Una scena e una pantomima. Libretto: Ferruccio Busoni. Halle 1921
- Venus op. 32 (1919-1921; nuova versione 1933). Opera in 3 atti. Libretto: Armin Rüeger (basato sul racconto di Prosper Mérimée), Opernhaus Zürich 1922
- Penthesilea op. 39 (1923–1925). Opera in un atto. Libretto: Othmar Schoeck (basato sulla tragedia di Heinrich von Kleist), Semperoper, Dresda 1927
- Vom Fischer und syner Fru op. 43 (1928-1930). Cantata drammatica in 7 scene per 3 voci soliste e orchestra. Libretto: Philipp Otto Runge (basato su una fiaba dei fratelli Grimm). Semperoper, Dresda 1930
- Massimilla Doni op. 50 (1934/35). Opera in 4 atti (6 scene). Libretto: Armin Rüeger (basato sul racconto di Honoré de Balzac), Semperoper, Dresda 1937
- Das Schloss Dürande op. 53 (1937-1941). Opera in 4 atti. Libretto: Hermann Burte (basato sul racconto di Joseph von Eichendorff), Staatsoper, Berlino 1943.